# Cortaderia
Cortaderia là một chi thực vật có hoa trong họ Hòa thảo (Poaceae).

## Loài
Chi Cortaderia gồm các loài: